# Duchon-myeon
Duchon-myeon (koreanska: 두촌면) är en socken i den norra delen av Sydkorea, 95 km öster om huvudstaden Seoul. Den ligger i kommunen Hongcheon-gun i provinsen Gangwon. 